# Kurdwanów
Kurdwanów ist ein Stadtteil von Krakau in Polen, im Stadtbezirk XI Podgórze Duchackie, am Rand des Pogórze Wielickie. Ab den 1980er Jahren eines Schlafviertel südlich der Innenstadt.

## Geschichte
Der Ort wurde im Jahr 1252 als Curduanow erstmals urkundlich erwähnt, als er von Norbertinerinnen in Zwierzyniec an das Kloster Szczyrzyc verkauft wurde. Die Zisterzienser dieses Klosters übertrugen Kurdwano/Curdno/Kurdwanaw (1375, 1378, 1386) ins deutsche Recht. Der Gutshof des Schulzes wurde später zu einem Vorwerk im Besitz der Krakauer Stadtbürger. Der besitzanzeigende (Suffix -ów) Ortsname ist vom Personennamen Kurdwan (vergleiche auch kurdwan, kordwan bzw. kordywan – Ziegenleder) abgeleitet, im Jahr 1487 einmalig mit dem patronymischen Suffix -(ow)ice erwähnt (Curdwanowicze).
Bei der Ersten Teilung Polens kam Kurdwanów 1772 zum neuen Königreich Galizien und Lodomerien des habsburgischen Kaiserreichs (ab 1804). Ab dem Jahr 1855 gehörte Kurdwanów zum Bezirk Podgórze. Im Jahr 1900 hatte die Gemeinde Kurdwanów 64 Häuser mit 498 Einwohnern, davon waren alle polnischsprachig, außer Römisch-Katholiken gab es 16 Juden.
Kurdwanów wurde im Jahr 1941 von deutschen Besatzern nach Krakau als der Katastralbezirk LII eingemeindet, was erst am 25. Oktober 1948 mit rückwirkender Gültigkeit vom 18. Januar 1945 von der polnischen Verwaltung bestätigt wurde.
In den frühen 1980er Jahren wurde Kurdwanów Nowy (Neu-Kurdwanów), eine der größten Plattenbausiedlungen Krakaus südlich der Weichsel, erbaut, die heute um 20.000 Einwohner hat. Im Jahr 2000 wurde sie an die Stadtbahn Krakau angeschlossen.